# Vangelīs Meimarakīs
Evangelos-Vasileios Meimarakīs, detto Vangelīs (in greco Ευάγγελος-Βασίλειος Μεϊμαράκης?, Βαγγέλης; AFI: [evˈaɟelos vaˌsiʎos meimaˈɾacis], [vaˈɟelis]); Atene, 14 dicembre 1953), è un politico e avvocato greco.

## Biografia
Fu presidente ad interim del partito Nuova Democrazia dal 5 luglio al 24 novembre 2015.